# Ascensor da Bica

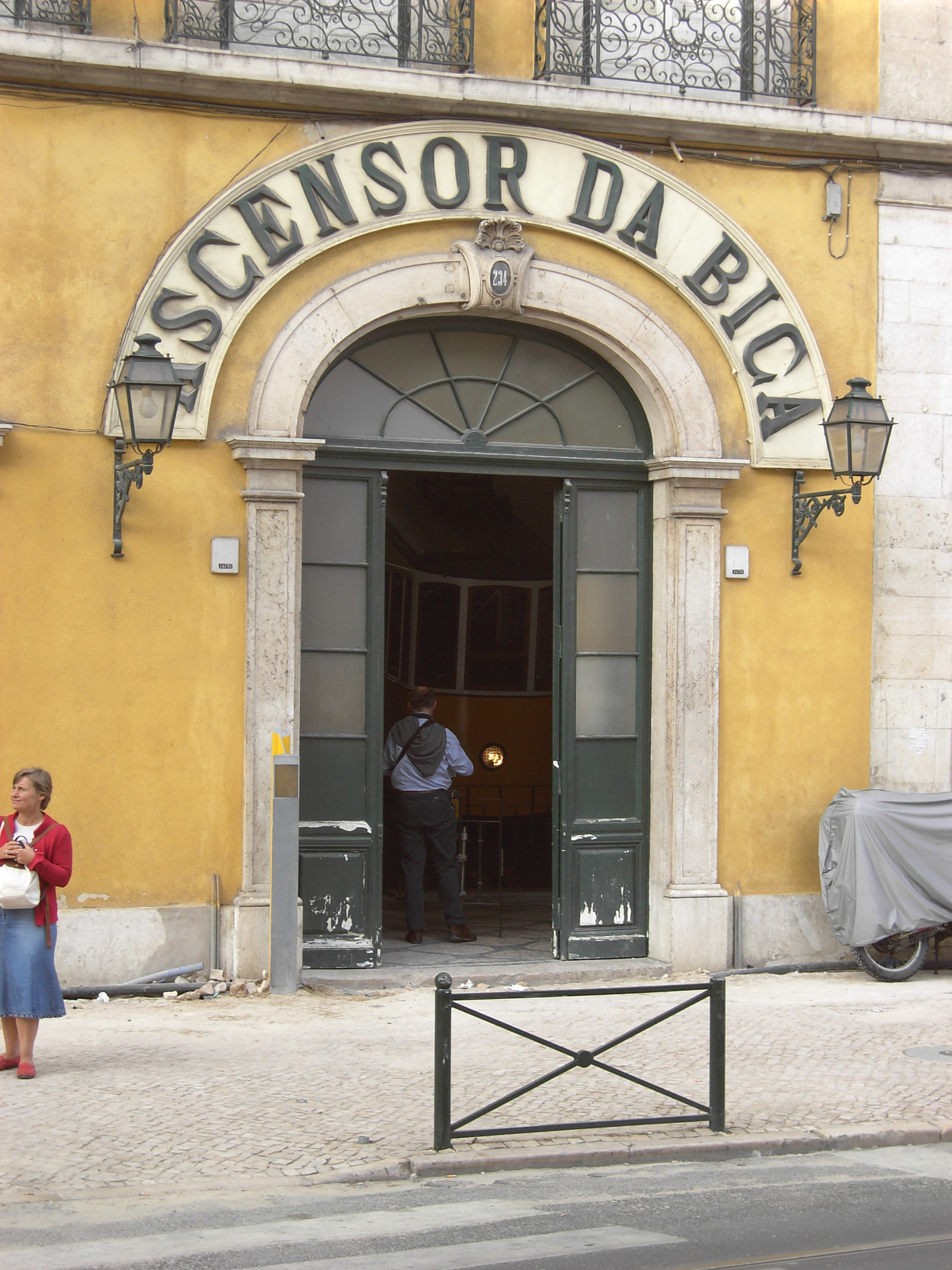
Entrada na Rua de São Paulo

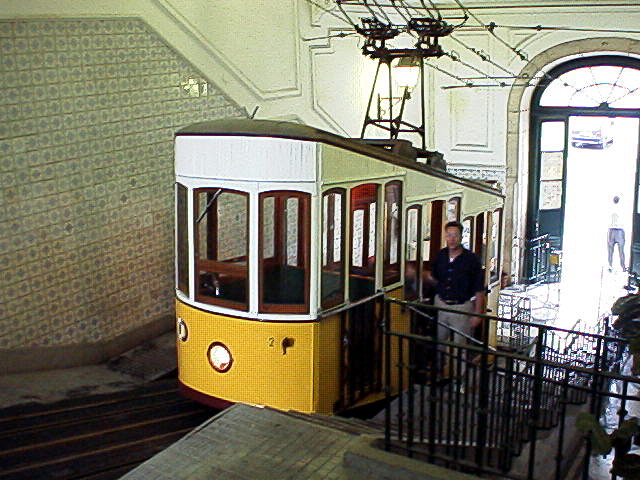
In de poort beneden

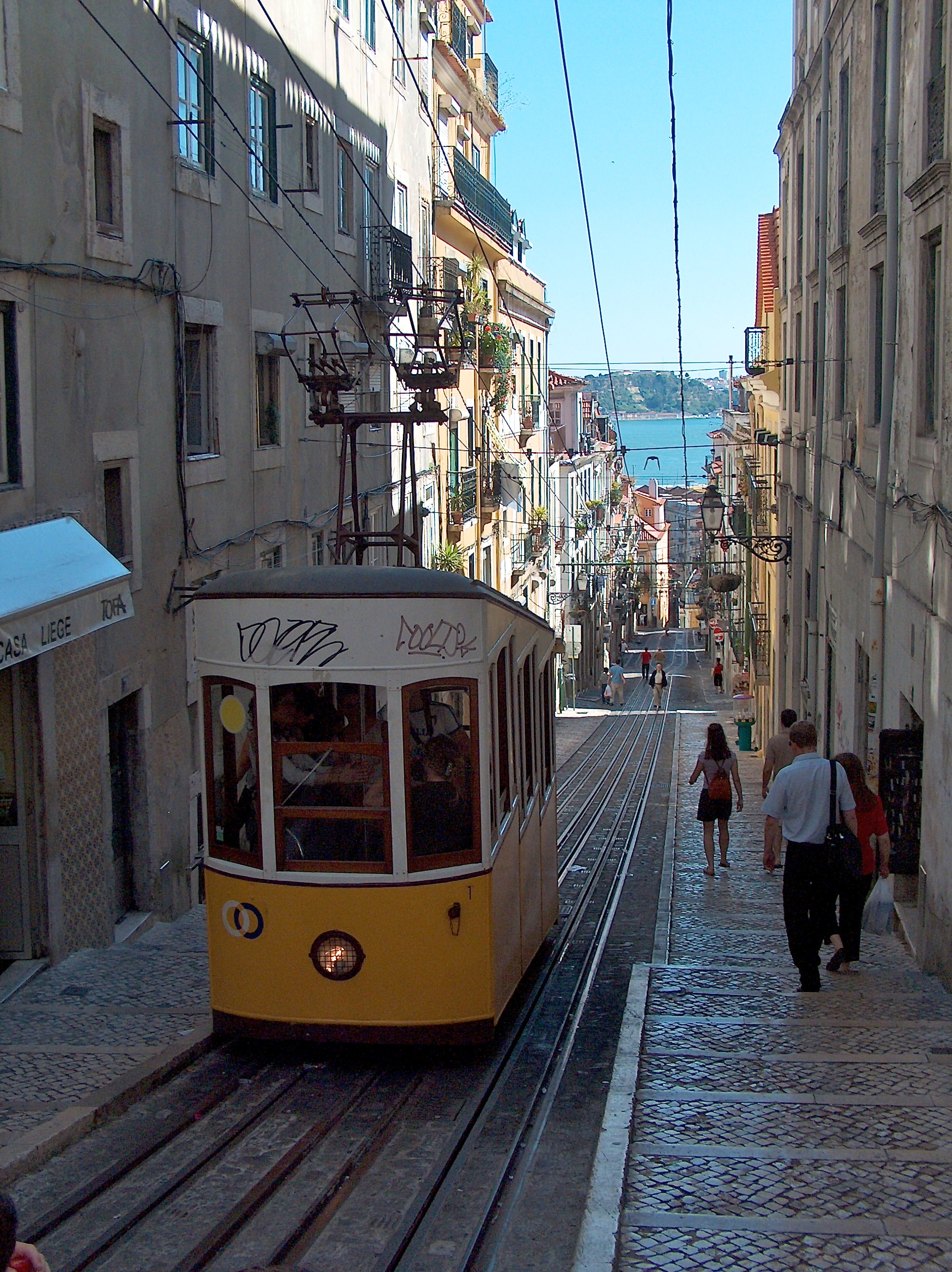
Elevador da Bica

De Ascensor da Bica is een kabelspoorweg in Lissabon die als tram rijdt van Largo do Calhariz naar de Rua de São Paulo.
De kabeltram is op 28 juni 1892 in bedrijf genomen. Het was een ontwerp van Raoul Mesnier de Ponsard en is sinds 19 februari 2002 een nationaal monument.

## Geschiedenis
De tram is in 1892 in gebruik genomen als waterballastbaan met water als krachtbron. Boven aan het traject werd een tank in de tram gevuld met water, die vervolgens beneden weer werd geleegd. Het verschil in gewicht was voldoende om de trams voort te bewegen. De wagons waren open en hadden een lengte van ongeveer 9 meter. De trams waren aan weerszijden voorzien van opstapplanken.
Problemen met de watertoevoer zorgden er herhaaldelijk voor dat de tram buiten bedrijf was. Om hiervan niet meer afhankelijk te zijn werd later een stoommachine gebruikt om de kabel voort te bewegen.
In 1912 werd het systeem (samen met de andere trams (Ascensor da Lavra en Ascensor da Glória)) voorzien van een elektrische aandrijving. De beide wagons hadden een eigen tractiemotor, die in tandem werkte. Ze werkten pas als de beide wagons tegelijkertijd gestart werden. Een noodsysteem zorgde ervoor dat de bestuurder in een tram het hele systeem kon stilleggen. De wagons waren nu dicht met zijbanken en één ingang aan het einde.
In 1916 schoot als gevolg van werkzaamheden nabij de top een wagon los van de kabel en stormde met hoge snelheid naar beneden om te pletter te slaan in het het gebouw aan het eindpunt in de Rua de São Paulo. Hierna is de tram jarenlang buiten gebruik geweest totdat de gemeente Lissabon eiste dat het traject weer werd geopend.
Aan het einde van 1926 ging de exploitatie over naar Carris, de toenmalige en huidige exploitant van bussen en trams in Lissabon.
De heropening vond uiteindelijk plaats op 27 juni 1927 waarbij tevens het systeem werd gemoderniseerd. De wagons werden vervangen door houten met staal versterkte wagons op een stalen chassis. De trams hadden nu drie compartimenten met in totaal 16 zitplaatsen en 6 staanplaatsen op het opstapplatform aan de achterzijde van de tram. De trams hadden geen eigen motoren meer en werden van stroom voorzien vanuit een onderstation aan de top van het traject.
In de jaren dertig zijn er nog wijzigingen aangebracht aan de wagons maar sindsdien is er niets meer veranderd. Veel trams in Lissabon zijn verdwenen als gevolg van de verbussing en de aanleg van een metro, maar deze en de enkele andere kabeltrams zijn nog steeds in bedrijf.

## Diensttijden
- 7h00 - 21h00 (van maandag tot en met zaterdag)
- 9h00 - 21h00 (op zon- en feestdagen))